# Русяева, Анна Станиславовна
Анна Станиславовна Русяева (1 января 1937 г., с. Буда-Голубиевичи, Житомирская область) — археолог, доктор исторических наук, специалист в области истории и археологии античных государств Северного Причерноморья. Лауреат Государственной премии Украины в области науки и техники.

## Биография
Анна Станиславовна Русяева (Башинская) родилась в с. Буда-Голубиевичи Житомирской области. Поступила в Киевский государственный университет на историко-философский факультет. Специализировалась по кафедре археологии и музееведения. В 1962 году окончила университет и стала сотрудником Института археологии АН УССР (Институт археологии НАН Украины). В 1963—1968 годах работала в должности старшего лаборанта, в 1968—1980 — младшего научного сотрудника, в 1980—1986 — старшего, затем ведущего научного сотрудника. В 1975 году защитила кандидатскую диссертацию на тему «Земледельческие культы в Ольвии догетского периода». В 1990 году была защищена докторская диссертация на тему «Духовная культура населения Ольвийского государства». С 2010 года — на пенсии.
Член Международной ассоциации греческой и латинской эпиграфики (AIEGL), Международной ассоциации антиковедов.

## Награды
Лауреат премии имени Н. И. Костомарова 1995 г. за монографию «Религия и культы античной Ольвии».
Государственная премия Украины в области науки и техники 2002 г. за «Давню історію України».

## Научная деятельность
Значимым вкладом в археологическую науку является открытие и исследование теменоса Ольвии со святилищами богов. В работе «Земледельческие культы в Ольвии догетского времени» (1979) впервые в отечественной историографии анализируются культы Ольвии. Автор считает, что религиозную жизнь колонии нужно рассматрвиать в контексте с духовной жизнью её метрополии, тем не менее, не стоит забывать и о местной специфике. С силу того что для Ольвии большое значение имело сельское хозяйство, земледельческие культы играли серьёзную роль в её религиозной жизни.
В дальнейших исследованиях обобщаются выводы относительно характера религиозной жизни населения Ольвии на протяжении всего существования полиса — с IV в. до н. э. до IV в. н. э., изучаются основные этапы исторического и культурного развития города, рассматриваются вопросы формирования полиса, его расцвет, кризис и гибель. Особое внимание уделяется деятельности политических лидеров в период демократического полиса. Освещается взаимодействие Ольвии с греками, римлянами, скифами и сарматами.
В монографии «Верховная богиня античной Таврики» (1999) анализируются понтийские мифы об Артемиде и Ифигении. В работе исследуется культ Партенос (Парфенос) — богини-покровительницы и защитницы Херсонесского государства. Изучается роль Геродота в создании мифа о таврской богине и присутствие это проблематики в трагедии Еврипида «Ифигения в Тавриде», иконография Партенос, связи с политической и культурной жизнью Херсонеса Таврического.
А. С. Русяева является специалистом по античной эпиграфике Северного Причерноморья.
Выступала одним из редакторов второго тома в составе академического трехтомника «Археология Украинской ССР» (1986), изданий «Историография истории Украинской ССР» (1987), «Давня історія України» (т. 2, 1998), «Історія української культури» (т. 1, 2001), «Україна крізь віки» (т. 2).
Является автором и соавтором более 200 научных работ, в том числе 12 монографий.

## Основные труды

### Монографии
- Земледельческие культы в Ольвии догетского времени. Киев: Наукова думка, 1979. 172 с.
- Античные терракоты Северо-Западного Причерноморья (VI—I вв. до н. э.). Киев: Наукова думка, 1982. 165 с.
- Религия и культы античной Ольвии. Киев.: Наукова думка, 1992. 253 с.
- Верховная богиня античной Таврики. Киев, 1999. 207 с. (в соавт. С М. В. Русяевой)
- Славетний мудрець-скіф Анахарсіс. Киев: Наукова Думка, 2001. 99 с.
- Исторические личности эллино-скифской эпохи. Киев; Комсомольск: Археологія, 2003. 320 с. (соавт. с. А. Б. Супруненко)
- На берегах Боспора Киммерийского. Киев: Стилос, 2004. 239 с. (в соавт. с В. М. Зубарем)
- Ольвия Понтийская: город счастья и печали. Киев: Стилос, 2004. 227 с.
- Религия понтийских эллинов в античную эпоху. Киев: Стилос, 2005. 558 с.
- Древнейший теменос Ольвии Понтийской. Симферополь, 2006. (в соавт.)
- Граффити Ольвии Понтийской. Крымское отделение Института востоковедения НАН Украины, 2010. 286 с.

### Статьи
- Орфизм и культ Диониса в Ольвии // ВДИ. 1978. № 1. С. 87-104.
- Милет — Дидимы — Борисфен — Ольвия. Проблемы колонизации Нижнего Побужья // ВДИ. 1986. № 2. С. 25-64.
- Святилище Ахилла на Тендре в контексте истории и религии Ольвии Понтийской // ВДИ. 2006. № 4. С. 98-123.
- О достоверности свидетельств Диона Хрисостома и о варварах в Ольвии Понтийской // ВДИ. 2013. № 1. С. 130—158.
- Граффити из Южного теменоса в Ольвии // ВДИ. 2015. № 2. С. 22-40.